# 모바일 인터넷 디바이스

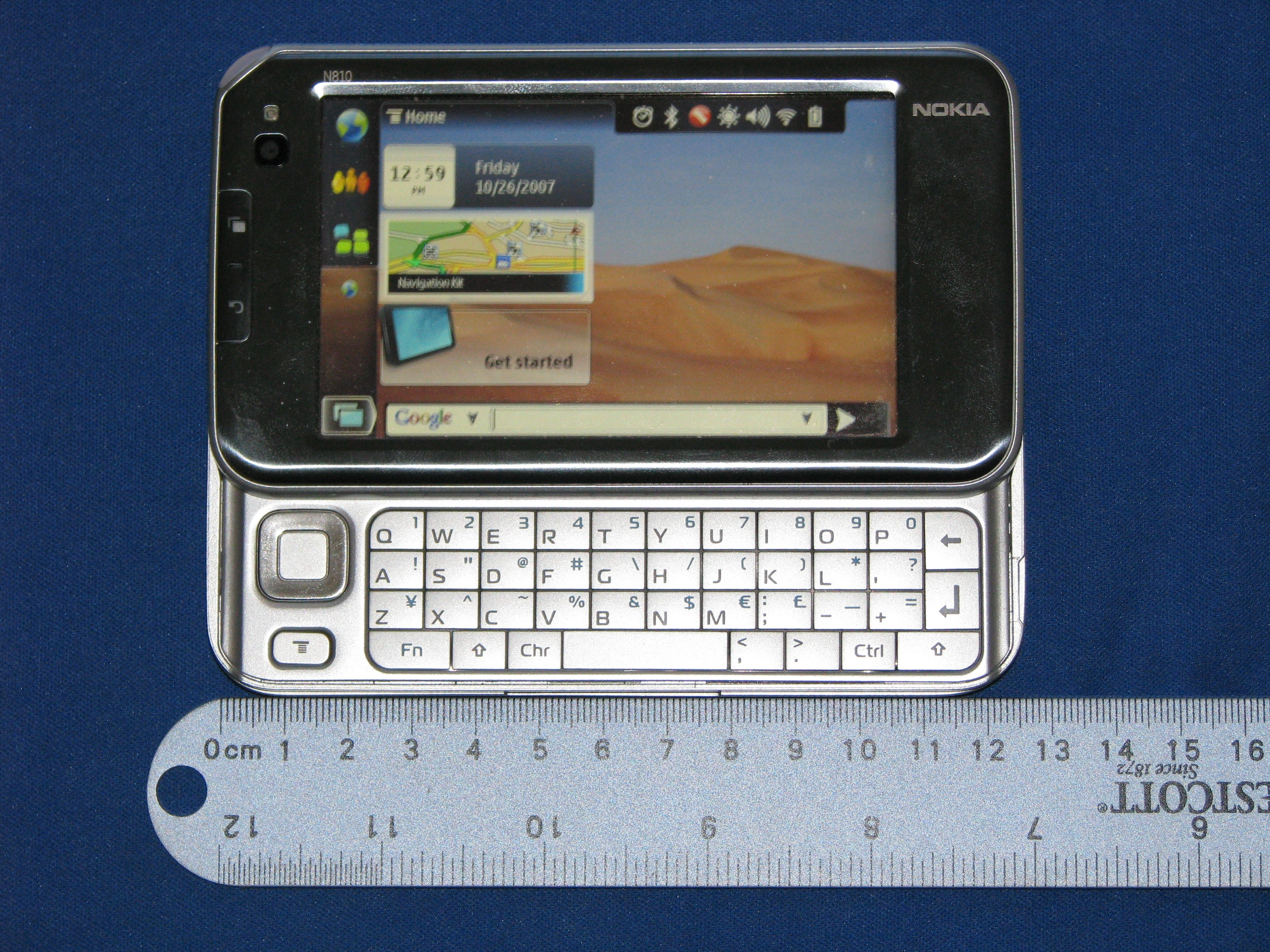
노키아 N810은 MID의 한 예이다.

모바일 인터넷 디바이스(Mobile internet device, 약칭: MID)는 무선 인터넷이나 멀티미디어의 이용을 주목적으로 하는 소형의 휴대용 장치이다. UMPC (Ultra Mobile Personal Computer; 초소형 휴대용 컴퓨터)와도 유사하다.

## 용어의 유래
MID라는 용어와 관련된 가장 유력한 설은 인텔(Intel)이 자신들의 아톰 프로세서를 탑재한 UMPC를 광고할 때 다른 프로세서를 사용한 UMPC 제품들과 차별화시키고자 무선 인터넷 기능을 강조한 새로운 이름을 만들어 붙였다는 것이다.

## 같이 보기
- 넷북
- 노트북
- UMPC
- 스마트폰
- 태블릿